# Pseudoeucanthus australiensis
Pseudoeucanthus australiensis är en kräftdjursart som beskrevs av Roubal, Armitage och Rohde 1983. Pseudoeucanthus australiensis ingår i släktet Pseudoeucanthus och familjen Bomolochidae. Inga underarter finns listade i Catalogue of Life.